# Tabarly (BO)
Pour les articles homonymes, voir Tabarly.
Albums de Yann Tiersen
On Tour
(2006) Palestine EP
(2010)
Tabarly est la musique du documentaire du même titre de Pierre Marcel. Yann Tiersen est le compositeur de la bande originale du documentaire.

## Liste des titres
| No  | Titre                | Durée |
| --- | -------------------- | ----- |
| 1.  | Tabarly              | 3:05  |
| 2.  | Naval                | 3:58  |
| 3.  | II                   | 1:15  |
| 4.  | Au-dessous du volcan | 3:34  |
| 5.  | IV                   | 0:55  |
| 6.  | La longue route      | 2:14  |
| 7.  | 1976                 | 1:12  |
| 8.  | Yellow               | 2:19  |
| 9.  | Point zéro           | 2:38  |
| 10. | La corde             | 1:18  |
| 11. | 8 mm                 | 2:45  |
| 12. | Point mort           | 3:38  |
| 13. | Dernière             | 1:32  |
| 14. | Atlantique nord      | 2:38  |
| 15. | Eire                 | 1:07  |

Les musiques sont composées par Yann Tiersen.